# Лимоне Пијемонте
Лимоне Пијемонте (итал. Limone Piemonte) је насеље у Италији у округу Кунео, региону Пијемонт.
Према процени из 2011. у насељу је живело 1054 становника. Насеље се налази на надморској висини од 1017 м.

## Становништво
Према резултатима пописа становништва 2011. у општини је живело 1.490 становника.
| 1936. | 1951. | 1961. | 1971. | 1981. | 1991. | 2001. | 2011. |
| ----- | ----- | ----- | ----- | ----- | ----- | ----- | ----- |
| 1.905 | 2.114 | 1.871 | 1.890 | 1.739 | 1.581 | 1.548 | 1.490 |